# Stannomidae
Die Stannomidae ist eine Familie einzelliger, die Tiefsee bewohnender Lebewesen aus der Gruppe der Xenophyophoren und die einzige Familie der Ordnung der Stannomida. Sie umfasst zwei Gattungen mit zusammen sechzehn Arten und stellt damit die kleinere der beiden Ordnungen der Xenophyophoren dar.

## Merkmale
Ordnungskennzeichen der Stannomida sind ein weicher Körper sowie die Präsenz sogenannter Linellae, langer, dünner, proteinhaltiger Fasern aus einem organischen, zementartigen Material auf dem Gehäuse. Die mehrere Millimeter messenden und zahlreich vorhandenen Linellae haben stützende Funktion, ihre Anordnung (unverwachsen, auch an Kreuzungspunkten / aneinander befestigt an Kreuzungspunkten / netzartig bis vielfach verzweigt verwachsen) hat taxonomische Bedeutung. Die Zellkerne sind bei den Stannomida meist etwas größer als bei der Schwesterordnung Psamminida. Familienkennzeichen ist die baumartig verzweigte oder flockenartige Gestalt.

## Verbreitung
Die Stannomida sind fast ausschließlich indopazifisch verbreitet, die einzige Ausnahme stellen 1980 beschriebene Funde aus dem Nordatlantik nahe dem Äquator dar. Bis auf einen Nachweis vor der südafrikanischen Küste (30° S) lagen alle Fundorte nördlich von 10° S in Tiefen von 981 bis 6710 Metern, Fotografien britischer Expeditionen zeigen Vorkommen bis in Tiefen von rund 7700 Metern. Fundberichte aus flacherem Wasser gelten als zweifelhaft.

## Ökologie
Zur Ökologie ist nur wenig bekannt. Die Temperaturen des Umgebungswassers liegen in der Regel zwischen 0 und 4 Grad, eine einzelne Messung allerdings ergab 10,3 °C. Für eine Art ist als Fressfeind Neopilina galatheae bekannt. Als Material für den Gehäusebau dienen mehrheitlich die Gehäuse von Radiolarien, sie werden meist nur locker agglutiniert.

## Systematik
Die Stannomidae wurden 1889 durch Ernst Haeckel erstbeschrieben, Ole Tendal stellte sie im Rahmen seiner Revision der von ihm als Unterklasse verstandenen Xenophyophoren 1972 dann in eine eigene Ordnung Stannomida. Tendals Systematik ist bis in die Gegenwart unverändert gültig, wurde aber 1980 von ihm um eine neubeschriebene Art ergänzt. Es existieren jedoch einige bisher nicht gültig beschriebene Arten, die als zu den Stannomidae gehörig bestimmt werden konnten, vor allem in Sammlungen in Dänemark und Großbritannien.
- Stannomida
  - Stannomidae
    - Stannoma
      - Stannoma dendroides
      - Stannoma coralloides

    - Stannophyllum
      - Stannophyllum zonarium
      - Stannophyllum globigerinum
      - Stannophyllum granularium
      - Stannophyllum fragilis
      - Stannophyllum radiolarium
      - Stannophyllum pertusum
      - Stannophyllum venosum
      - Stannophyllum indistinctum
      - Stannophyllum alatum
      - Stannophyllum concretum
      - Stannophyllum flustraceum
      - Stannophyllum reticulatum
      - Stannophyllum mollum
      - Stannophyllum setosum

## Nachweise
1. Palaeos: Xenophyophorea (Memento des Originals vom 14. Dezember 2006 im Internet Archive)  Info: Der Archivlink wurde automatisch eingesetzt und noch nicht geprüft. Bitte prüfe Original- und Archivlink gemäß Anleitung und entferne dann diesen Hinweis.
2. ↑  Palaeos: Xenophyophorea (Memento des Originals vom 14. Dezember 2006 im Internet Archive)  Info: Der Archivlink wurde automatisch eingesetzt und noch nicht geprüft. Bitte prüfe Original- und Archivlink gemäß Anleitung und entferne dann diesen Hinweis.
3. 1 2 3 4  O.S. Tendal: A monograph of the Xenophyophoria (Rhizopodea, Protozoa). In: Galathea Report 12: 7-99, 1972
4. 1 2  O.S. Tendal: Synoptic checklist and bibliography of the Xenophyophorea (Protista), with a zoogeographical survey of the group In: Galathea Report 17, 1996
5. 1 2  O.S. Tendal: Xenophyophores (Protozoa, Sarcodina) in the diet of Neopilina galatheae. (Mollusca, Monoplacophora) In: Galathea Report, 16: 95-98